# Palo Flor
Palo Flor är en ort i Mexiko.   Den ligger i kommunen Chicontepec och delstaten Veracruz, i den sydöstra delen av landet, 200 km nordost om huvudstaden Mexico City. Palo Flor ligger 163 meter över havet och antalet invånare är 234.
Terrängen runt Palo Flor är kuperad åt sydväst, men åt nordost är den platt. Runt Palo Flor är det ganska tätbefolkat, med 80 invånare per kvadratkilometer. Närmaste större samhälle är Chicontepec de Tejada, 4,1 km söder om Palo Flor. Omgivningarna runt Palo Flor är en mosaik av jordbruksmark och naturlig växtlighet.